# Neptūnas Klaipėda
Der BC Neptūnas Klaipėda ist ein litauischer Basketballverein aus der Hafenstadt Klaipėda. Es ist einer der ältesten litauischen Basketballvereine (gegründet 1964) und spielt in der LKL und im EuroCup.

## Geschichte
Neptūnas wurde 1962 unter dem Namen „BC Maistas“ am Fleischbetrieb Maistas gegründet. Zwei Jahre später wurde der Name des Clubs in Neptūnas geändert. Während Litauen zur Sowjetunion gehörte, nahm der Club an verschiedenen regionalen Wettbewerben teil, spielte jedoch niemals hochklassig. In den 1980ern gehörte Neptūnas der höchsten litauischen Regionalliga an. Nach der Unabhängigkeit Litauens gehörte Neptūnas zu den ersten acht Clubs die die höchste Litauische Liga gründeten. Der höchste Erfolg in den 1990ern war das Viertelfinale der litauischen Meisterschaft, das Neptūnas achtmal in Folge von 1996 bis 2003 erreichte. In der Saison 1998/99 startete Neptūnas zum ersten Mal in einem europäischen Pokal, dem Korać-Cup. Zwischen 2004 und 2012 spielte Neptūnas mehrere Saisons in der Baltic Basketball League. In der Saison 2012/13 wurde Neptūnas in die VTB United League aufgenommen. Ein Jahr später folgte das Debüt im ULEB Eurocup. In der Saison 2013/14 wurde der Verein zum litauischen Vizemeister. In der Saison 2014/15 debütiert Neptūnas in der EuroLeague. Neptūnas wurde zum dritten litauischen Verein in der EuroLeague.

## Aktueller Kader
| Nr. | Nat.               | Name                 | Position | Geburt     | Größe  | Info |
| --- | ------------------ | -------------------- | -------- | ---------- | ------ | ---- |
| 1   | Litauen            | Radvilas Kneizys     | Guard    | 23.01.2003 | 192 cm |      |
| 8   | Litauen            | Mindaugas Girdžiūnas | Guard    | 20.01.1989 | 188 cm |      |
| 9   | Litauen            | Martynas Pacevičius  | Center   | 19.07.1997 | 206 cm |      |
| 21  | Litauen            | Arnas Beručka        | Guard    | 17.03.1997 | 196 cm |      |
| 24  | Vereinigte Staaten | Zane Waterman        | Forward  | 12.10.1995 | 206 cm |      |
|     | Vereinigte Staaten | Harrison Cleary      | Guard    | 08.12.1997 | 185 cm |      |
|     | Litauen            | Arnas Velička        | Guard    | 10.12.1999 | 192 cm |      |
|     | Litauen            | Vitalijus Kozys      | Forward  | 30.04.1999 | 202 cm |      |
|     | Litauen            | Donatas Tarolis      | Forward  | 30.03.1994 | 202 cm |      |
|     | Vereinigte Staaten | Jordan Tucker        | Forward  | 03.04.1998 | 201 cm |      |

| Nat.    | Name                 | Position   |
| ------- | -------------------- | ---------- |
| Litauen | Gediminas Petrauskas | Head Coach |

| Abk. | Bedeutung                       |
| ---- | ------------------------------- |
| Nr.  | Trikotnummer                    |
| Nat. | Nationalität                    |
| C    | Mannschaftskapitän              |
| S    | Suspension                      |
|      | Verletzungsbedingte Inaktivität |

## Saisonübersicht
| Saison    | National | Platz | LKL Play-off  | Regional           | Platz  | Europa                    |
| --------- | -------- | ----- | ------------- | ------------------ | ------ | ------------------------- |
| 1993/94   | LKL      | 10    | –             | –                  | –      | –                         |
| 1994/95   | LKL      | 10    | –             | –                  | –      | –                         |
| 1995/96   | LKL      | 7     | Viertelfinale | –                  | –      | –                         |
| 1996/97   | LKL      | 5     | Viertelfinale | –                  | –      | –                         |
| 1997/98   | LKL      | 9     | –             | –                  | –      | –                         |
| 1998/99   | LKL      | 8     | Viertelfinale | –                  | –      | Korać-Cup                 |
| 1999/2000 | LKL      | 8     | Viertelfinale | –                  | –      | Korać-Cup                 |
| 2000/01   | LKL      | 5     | Viertelfinale | –                  | –      | –                         |
| 2001/02   | LKL      | 8     | Viertelfinale | –                  | –      | –                         |
| 2002/03   | LKL      | 6     | Viertelfinale | –                  | –      | –                         |
| 2003/04   | LKL      | 10    | –             | –                  | –      | FIBA Europe Champions Cup |
| 2004/05   | LKL      | 4     | Halbfinale    | BBL Elite Division | 5      | –                         |
| 2005/06   | LKL      | 5     | Viertelfinale | BBL Elite Division | 10     | –                         |
| 2006/07   | LKL      | 4     | Halbfinale    | BBL Elite Division | 12     | –                         |
| 2007/08   | LKL      | 5     | Viertelfinale | BBL Elite Division | 16     | –                         |
| 2008/09   | LKL      | 4     | Halbfinale    | BBL Challenge Cup  | 6      | –                         |
| 2009/10   | LKL      | 5     | Viertelfinale | BBL Challenge Cup  | 4      | –                         |
| 2010/11   | LKL      | 8     | Viertelfinale | BBL Challenge Cup  | 4      | –                         |
| 2011/12   | LKL      | 6     | Viertelfinale | BBL Challenge Cup  | 6      | –                         |
| 2012/13   | LKL      | 4     | Halbfinale    | VTB                | 10 (B) | –                         |

## Ehemalige Spieler
- Tomas Delininkaitis  (* 1982), seit 2010 für PAOK Thessaloniki
- Žygimantas Jonušas (* 1982), seit 2010 für Phoenix Hagen
- Arvydas Macijauskas (* 1980), 2006–2009 für Olympiakos Piräus
- Eurelijus Žukauskas (* 1973), 2007–2009 für Žalgiris Kaunas
- Jerome Coleman (* 1979), 2007/08 für TBB Trier